# Minicolonna corticale
Una minicolonna corticale è una colonna verticale situata lungo gli strati della corteccia cerebrale comprendente tra gli 80 e i 120 neuroni, eccetto nella corteccia visiva primaria (V1) dei primati dove ne possono contenere tipicamente più del doppio. Nell'encefalo umano vi sono circa 2×108 minicolonne. Il diametro di una singola minicolonna è stato stimato in circa 28–40 µm. Le minicolonne crescono da cellule progenitrici embrionali e contengono neuroni facenti parte di diversi strati (da 2 a 6) della corteccia.
Molte fonti supportano l'esistenza delle minicolonne, specialmente Mountcastle, con altre forti prove portate da Buxhoeveden e Casanova che conclude "...la minicolonna deve essere considerata un modello forte per l'organizzazione corticale" e "[la minicolonna è] il modello più basilare e consistente di organizzazione dei neuroni, delle connessioni e dei circuiti intrinseci della neocorteccia."  Vedi anche Calvin's Handbook sulle colonne corticali.
Le minicolonne corticali possono essere anche chiamate microcolonne corticali. Cellule nel raggio di 50 µm da una minicolonna hanno tutte lo stesso campo recettivo; minicolonne adiacenti possono avere campi differenti(Jones, 2000).

## Numero dei neuroni in una minicolonna
Stime del numero di neuroni in una minicolonna variano da 80 a 100 circa.
Jones descrive una varietà di osservazioni che possono essere interpretate come mini- o microcolonne e da come esempi un numero di neuroni per minicolonna che varia dagli 11 ai 142.

## Numero delle minicolonne
Stime del numero di neuroni nella corteccia o neocorteccia sono nell'ordine di 2x1010. La maggior parte dei neuroni corticali sono neocorticali (circa il 90%)
Johansson e Lansner usano una stima di 2x1010 neuroni nella neocorteccia e circa 100 neuroni per minicolonna, portando a una stima di 2x108 minicolonne.
Sporns et al. danno una stima di 2x107-2x108 minicolonne senza però spiegare il processo di derivazione del dato